# Khongoryn Els
Khongoryn Els (Dunes de Khongor, mongol: Хонгорын элс) també anomenades popularment Duut Mankhan "Arenes cantores". És una extensa duna que es troba dins del parc nacional de Gobi Gurvansaikhan a Mongòlia. Les dunes de sorra s'estenen en una àrea de més de 965 km².

## Ubicació
Les dunes que s'estenen fins als peus de l'alta serralada d'Altai i es troben a uns 180 km de Dalanzadgad. Es troba a una distància de 130 km per les pistes del desert fins a Bogd, a la Província d'Övörkhangai, i 215 km fins a Bayanlig al nord-oest a Baiankhongor. El viatge pel desert es fa amb furgonetes.

## Característiques

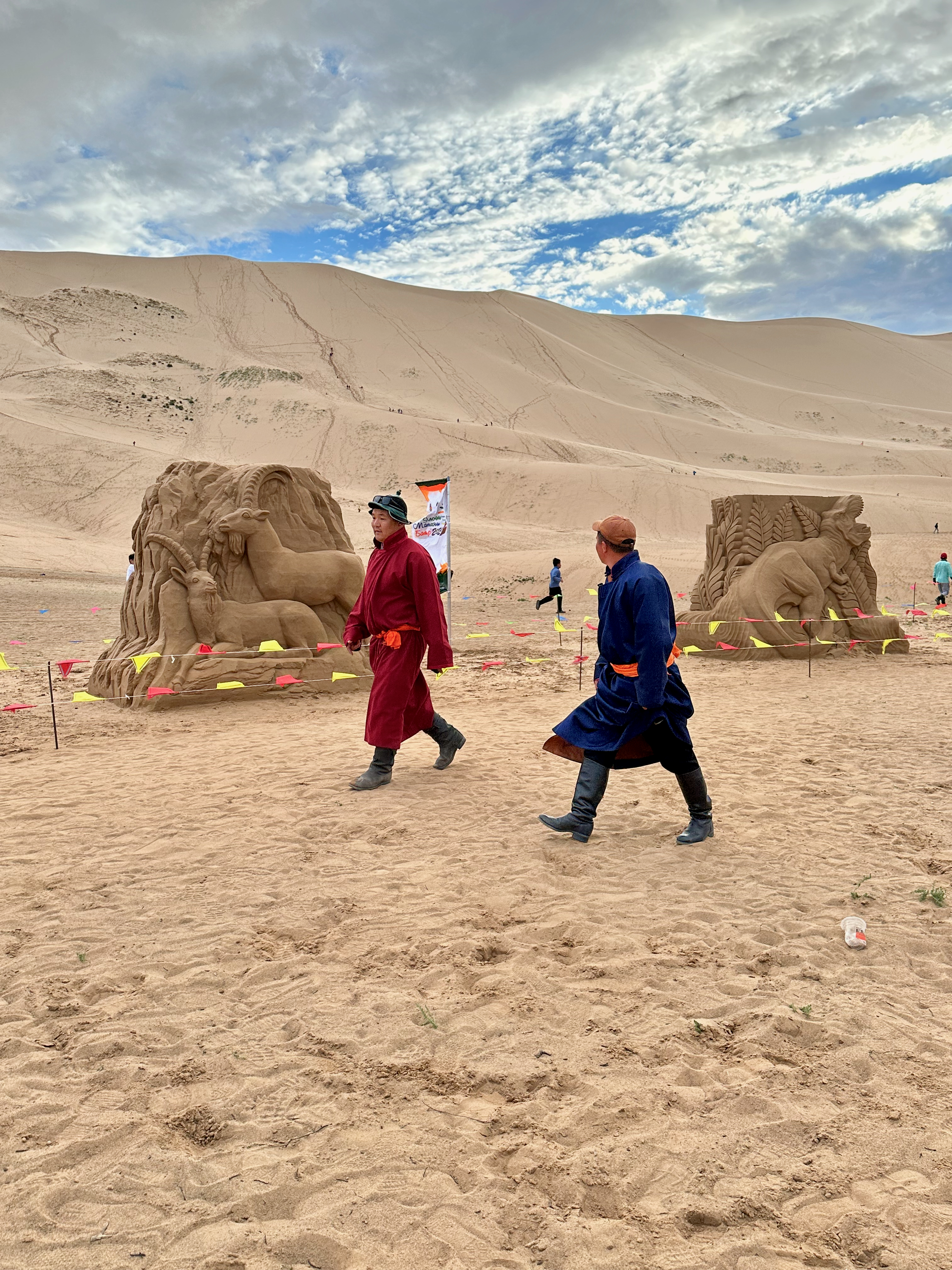
Festival petit Naadam amb les Khongoryn Els al darrere

Mongòlia té tres tipus de deserts, i alguns d'ells tenen prou herba perquè hi pugui pasturar el bestiar, però el Khongoryn Els, a l'extrem sud del desert de Gobi, té una gran varietat de dunes de sorra: de 6 a 12 km d'ample, uns 100 km de llarg (alguns esmenten 180 km) i puja a una alçada mitjana de 80 m (amb una alçada màxima fins al vèrtex de 300 m). Les sorres tenen corbes atractives que acaben en una vora afilada, fent patrons com ones a la sorra. Canvien de forma contínuament a causa del vent i reflecteixen colors groc-blanc a mesura que la intensitat de la llum canvia durant el dia.
A mesura que la sorra es mou a causa dels vents o està en procés de col·lapse a causa de petites allaus, es produeix un so fort i per això se li dona el nom d'"Arenes cantores". El so també s'atribueix a la calor, a les condicions meteorològiques del desert i a l'efecte allau provocat pel moviment harmoniós de les partícules de sorra. Aquest so també es compara amb el so que fa un avió durant les etapes d'enlairament i aterratge. La seva llargada i amplada varien. La més gran d'aquestes dunes es troba a l'extrem nord-oest de la serralada.
El límit nord de les dunes està vorejat per un petit riu, el Khonggoryn Gol, on s'observen pastures verdes. El riu prové dels corrents subterranis de les muntanyes que formen la seva vall. S'observa el pasturatge de camells i cavalls de la població nòmada de la zona. La vida salvatge registrada consisteix en falcons sacres, galls de Pallas i pardals dels sacsaüls, guineus de l'estepa o guineus roges.